# Ahlbeck
Ahlbeck är en kommun och ort i Landkreis Vorpommern-Greifswald i förbundslandet Mecklenburg-Vorpommern i Tyskland.
Kommunen ingår i kommunalförbundet Amt Am Stettiner Haff tillsammans med kommunerna Altwarp, Eggesin, Grambin, Hintersee, Leopoldshagen, Liepgarten, Lübs, Luckow, Meiersberg, Mönkebude och Vogelsang-Warsin.